# Сімліш
Сімліш (англ. Simlish) — мова персонажів у серії ігор The Sims. Також використовується в деяких інших іграх, створених компаніями EA або Maxis.

## Історія
Ця «мова» дебютувала в SimCopter, і особливо виділилася в The Sims, The Sims 2, The Sims 3 та The Sims 4. Сімліш можна також почути в серії ігор SimCity, починаючи з SimCity 4, хоча рідше. Певною мірою мова також уживалася в грі SimGolf від Maxis. Розробник Вільям Райт відчував потребу діалогу в грі, але гадав, що використання реальної мови призведе до повторюваності діалогів та й перекладати все, що можуть проговорити сіми, буде дорого. Замовлення на «винахід» сімліша було дане акторам Стівену Керін і Джеррі Лолор, які працювали над оригінальною грою The Sims.
Група розробників The Sims створила унікальну мову сімліш, експериментуючи з ламанимими французькою, латинською, фінською та українською, а також тагальською мовою — мовою Філіппін. Натхненний кодувальниками Другої світової війни, творець The Sims Вільям Райт також запропонував експериментувати з мовою навахо.
У Spore фігурує схожа «мова» — спорлійська серед більшої частини розумних істот, хоча є й винятки — Стів і раси на етапі «Плем'я» з дзьобами, круглими ротами або щелепами комах.

## Особливості
Сімліш є майже цілком імпровізованою мовою, і навряд чи містить слова з фактичними значеннями; цікавіший він завдяки використанню комбінації звуків для вираження емоцій, пов'язаних із гральним процесом. Він був розроблений таким чином, щоб бути зрозумілим носіям будь-якої мови. Однак акцент і постановка мови часто здаються латинськими або, можливо, італійським, чеською, голландською, ірландською, японською — здається, це дійсно залежить від рідної мови актора, який імпровізував лінію. Наприклад, один з голосів чоловічої статі має рішуче латинське звучання. Через повторення фраз або контекстів можливі деякі вільні «переклади».
Особливістю перекладання пісень з англійської мови на сімліш є відсутність смислового значення у вимовлених слів. Унаслідок цього виконавці мають можливість замінювати оригінальні слова і фрази на будь-які набори звуків — аби тільки вони звучали добре і не нагадували англійську мову. Отримані пісні дуже нагадують творчість груп Cocteau Twins і VAS. Ідея таких пісень полягає в спробі уникнути слів, а для передачі емоцій використовувати тільки людський голос.
У деяких виконавців не виходить перебудувати свою свідомість на концепцію створення «сімлійскіх» пісень, так що після багатогодинних спроб продюсерам доводиться просто шукати когось іншого. Для інших же виконавців участь у такому проєкті відкриває нові можливості, схожі з тими, які є в джазі.

## Використання поза грою
Низка музичних колективів та співаків виконали композиції зі свого репертуару сімлійською мовою, зокрема Depeche Mode, Кеті Перрі, Лілі Аллен, Rise Against та інші.